# L'avventuriero di re Artù
L'avventuriero di re Artù (Siege of the Saxons) è un film del 1963 diretto da Nathan Juran.

## Trama
Re Artù, il sovrano di Camelot, viene ucciso da alcuni soldati agli ordini di Edmund della Cornovaglia, un Cavaliere della Tavola rotonda, ma sua figlia Katherine, che il traditore agogna di sposare, fugge con l'aiuto di un fuorilegge, Robert Marshall, in compagnia di altri compatrioti. Credendola morta, Edmund si prepara a usurpare il trono, in lega con gli invasori sassoni.
Sfuggiti più e più volte alla morte, Katherine e Robert salvano il mago Merlino dalle mani degli uomini di Edmund, e questi li segue nel viaggio di ritorno a Camelot. Il gruppo irrompe nel castello di Artù proprio mentre Edmund sta per essere incoronato, e Merlino sfida l'usurpatore a estrarre la spada Excalibur, usata da re Artù stesso, dall'incudine. Edmund fallisce, cosa che invece Katherine compie con facilità. Furioso, Edmund attacca l'intero gruppo, ma si ritrova ben presto in svantaggio grazie alle magie di Merlino e ai tanti nobili che riconoscono Katherine come loro regina. Con la disfatta di Edmund e dei Sassoni, Katherine offre le terre di Edmund e degli altri rinnegati a Robert, in modo che egli possa governare al suo fianco come Re.